# Giuseppe Bergomi
Giuseppe Bergomi (Milà, Itàlia, 22 de desembre de 1963), és un exfutbolista italià que ocupava la posició de defensa. Va ser internacional absolut per la selecció de futbol d'Itàlia en 81 ocasions, amb la qual es va proclamar campió del món l'any 1982.

## Trajectòria
| Club             | País   | Any       |
| ---------------- | ------ | --------- |
| FC Inter de Milà | Itàlia | 1979-1999 |

## Palmarès
- 1 Copa del Món de futbol: 1982 (Itàlia)
- 3 Copa de la UEFA: 1991, 1994 i 1998 (Inter)
- 1 Scudetto: 1989 (Inter)
- 1 Copa italiana de futbol: 1982 (Inter)
- 1 Supercopa italiana de futbol: 1989 (Inter)